# Лінійні кораблі типу «Альміранте Латорре»
Лінійні кораблі типу «Альміранте Латорре» - два супер-дредноута, розроблених британською компанією Armstrong Whitworth для ВМС Чилі.  Чилі замовила ці кораблі через гонку морських озброєнь у Південній Америці, реагуючи на замовлення лінійних кораблів типу «Рівадавія» Аргентиною.
Але обидва кораблі були примусово придбані Королівським флотом до завершення побудови для використання в Першій світовій війні.  Під своїми чилійськими іменами вони вшановували адміралів Хуана Хосе Латорре та Томаса Кокрейна,  назви на кораблів  на Британській службі були на честь домініону Канади та орла, традиційної назви для кораблів Королівського флоту.

## Кораблі типу
«Альміранте Латорре», який був ближче до завершення, ніж однотипний лінкор, був придбаний у 1914 році та введений у британську службу як HMS Canada у жовтні 1915 року. Корабель провів свою військову службу з Великим Флотом, взявши участь у Ютландській битві. Після війни HMS Canada був поставлений у резерв, перш ніж був проданий назад до Чилі в 1920 році. У 1931 році екіпаж лінкора взяв участь у невдалому заколоті. Після кількох років простою корабель пройшов капітальний ремонт у Сполученому Королівстві в 1937 році, що згодом дозволило йому забезпечувати нейтралітет Чилі під час Другої світової війни. Після пожежі в котельні та короткого використання у якості плавучої в’язниці корабель «Альміранте Латорре» був списаний на металобрухт у 1959 році.
Після того як «Альміранте Кокрейн» був придбаний британцями в 1918 році, було вирішено переобладнати корабель в авіаносець. Після численних затримок у лютому 1924 року корабель був включений  до Королівського флоту як HMS Eagle. Він служив у Середземноморському флоті та на Китайській станції в міжвоєнний період і діяв в Атлантиці та Середземному морі під час Другої світової війни, перш ніж був потоплений німецьким підводним човном U-73 у серпні 1942 року під час операції «П'єдестал».